# Prunus lannesiana
Prunus lannesiana är en rosväxtart som först beskrevs av Cedric Errol Carr, och fick sitt nu gällande namn av Ernest Henry Wilson. Prunus lannesiana ingår i släktet prunusar, och familjen rosväxter. Inga underarter finns listade i Catalogue of Life.

## Bildgalleri

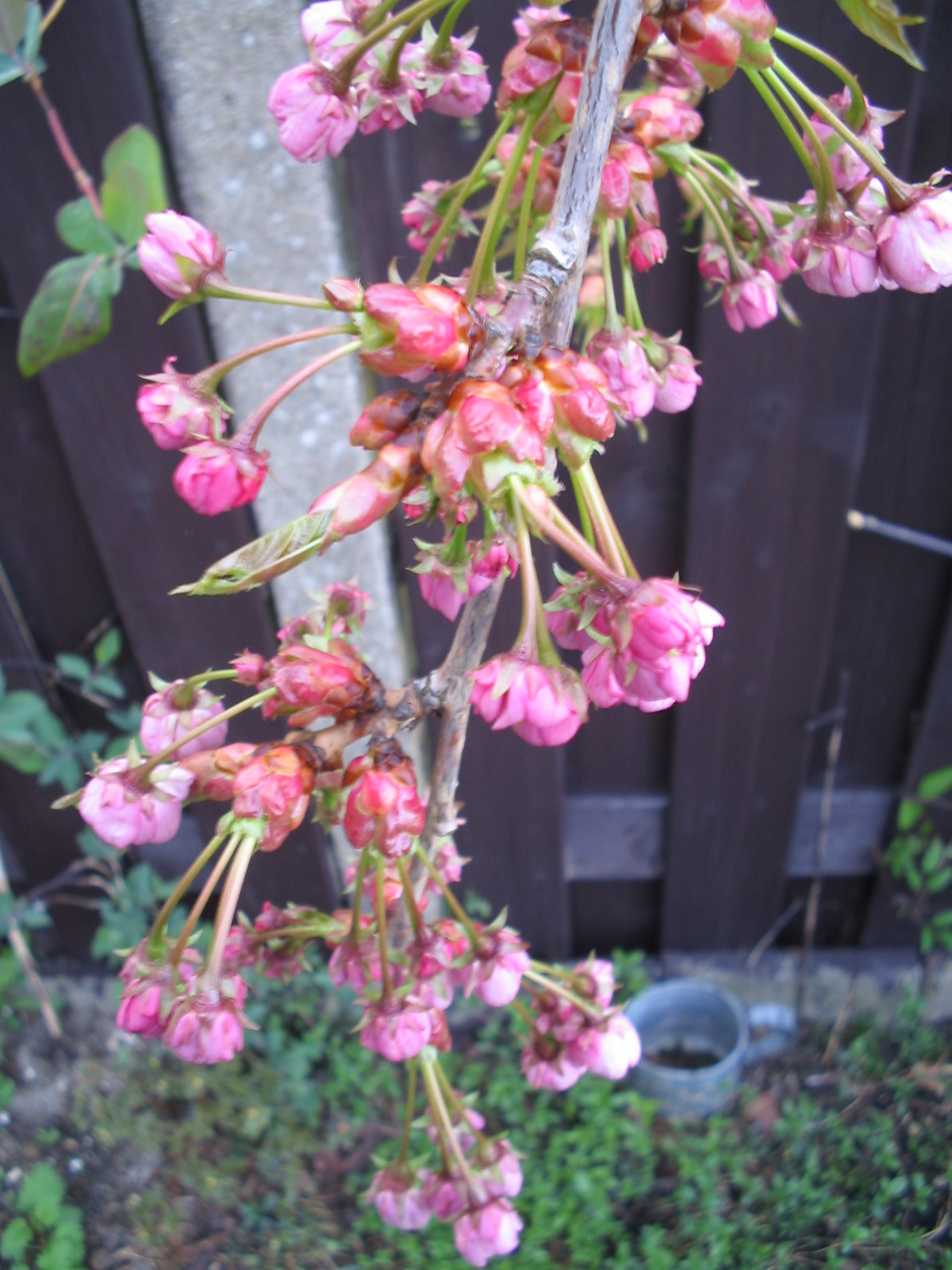
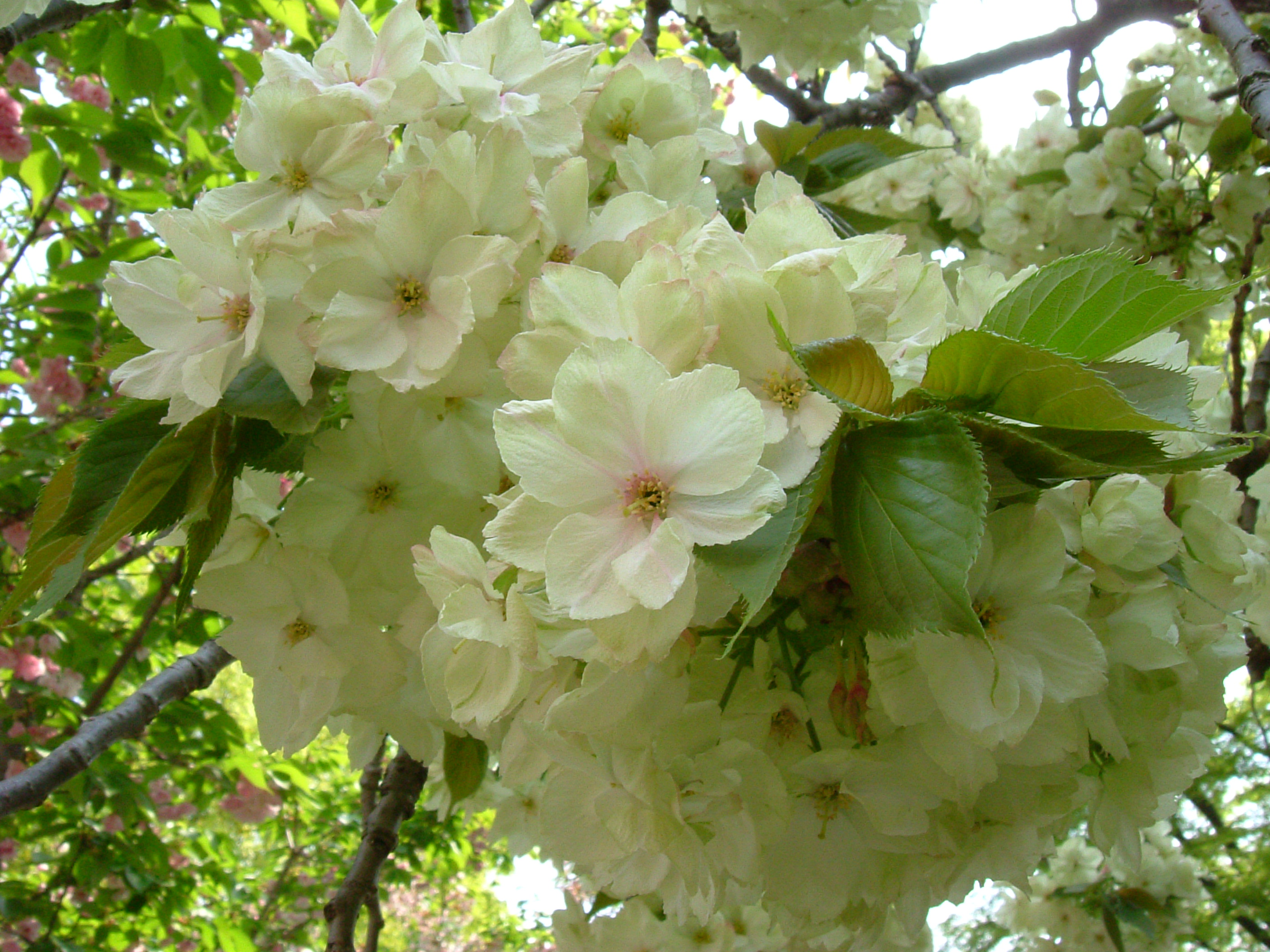
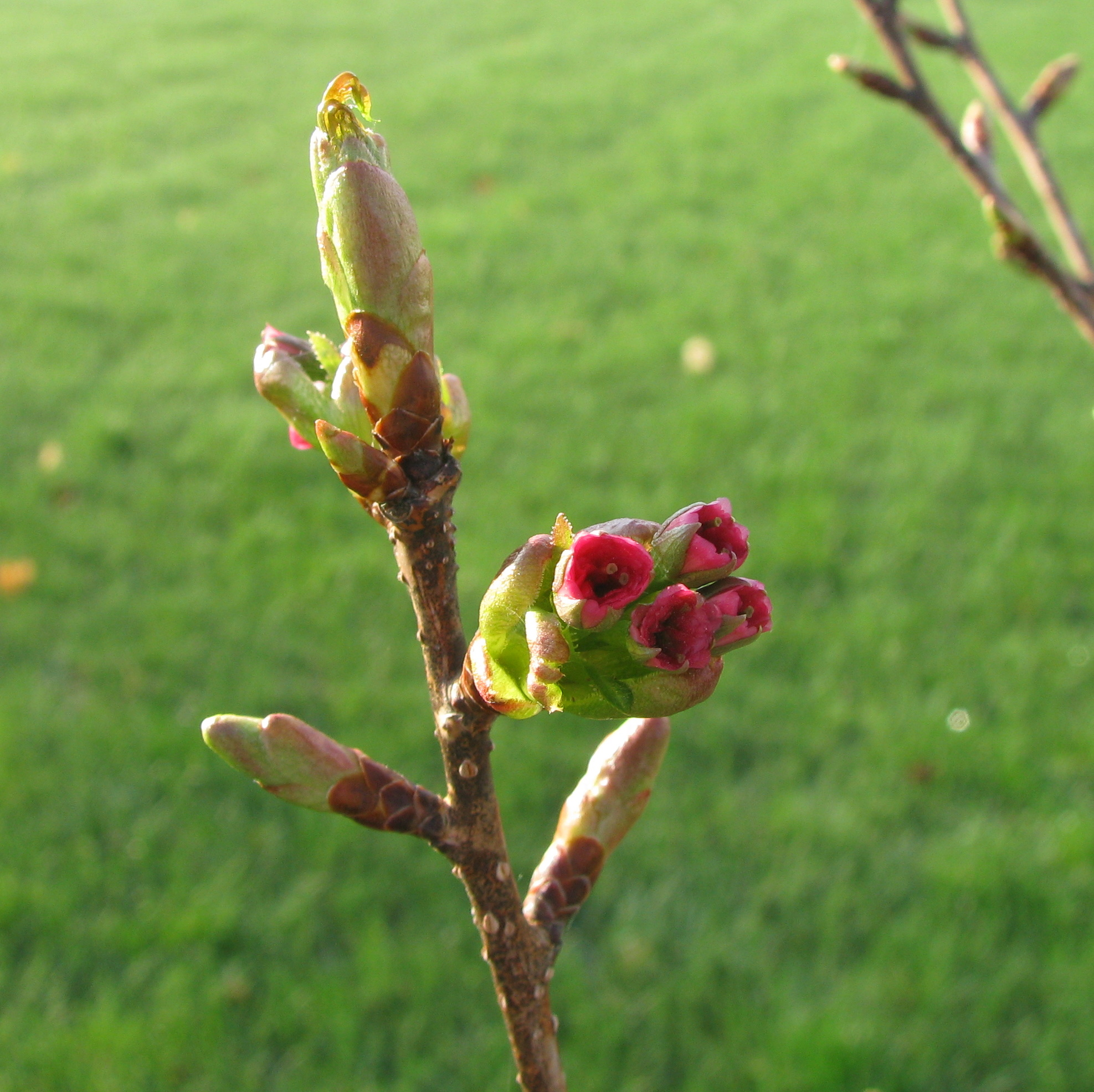
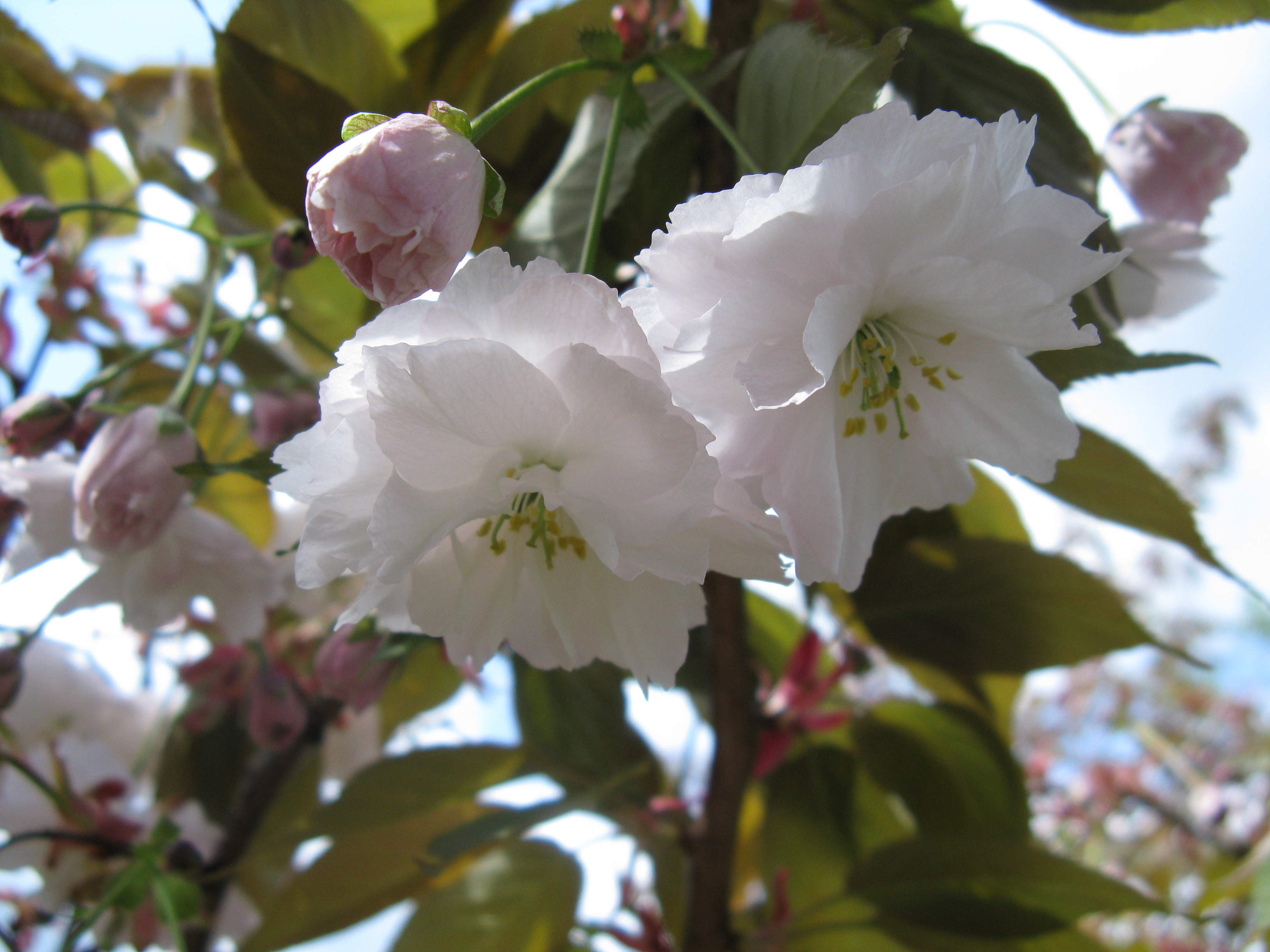
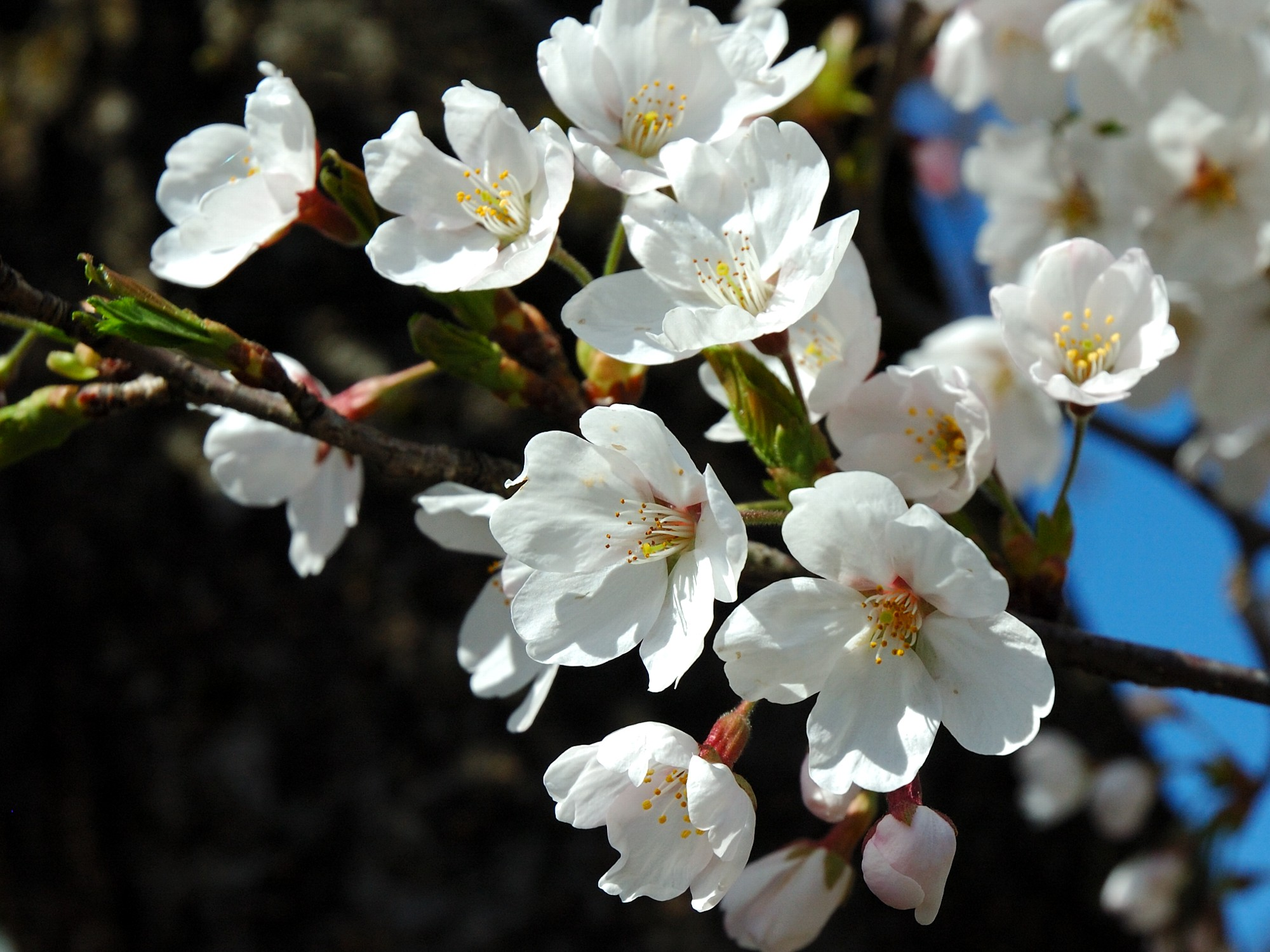
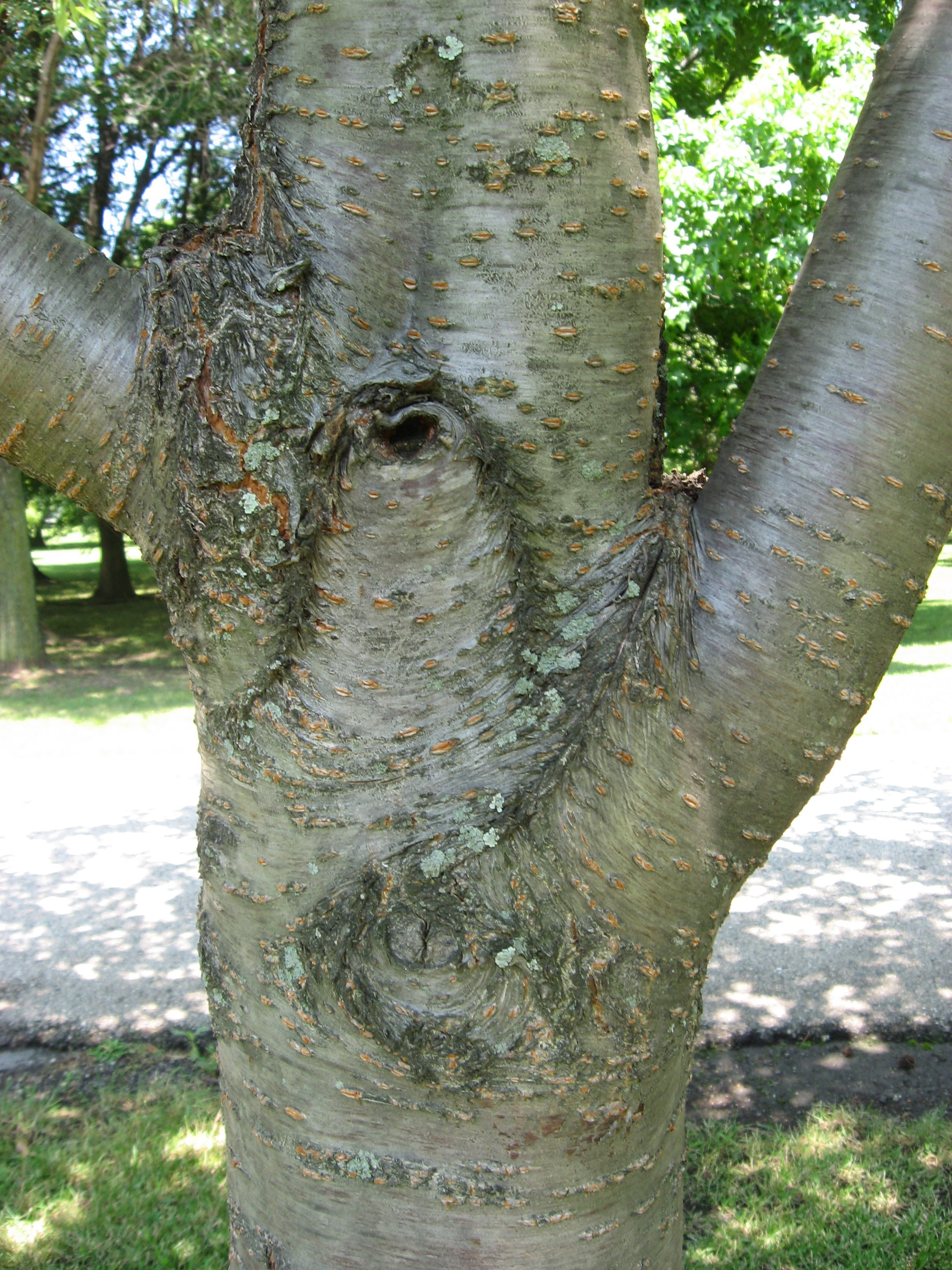